# Nikolái Tretiakov
Nikolái Aleksandrovich Tretiakov (en ruso: Третьяков, Николай Александрович; Simbirsk, Imperio ruso; 2 de octubre de 1854 - Imperio ruso, 5 de febrero de 1917) fue un ingeniero militar y general en el Ejército Imperial Ruso, destacado por su papel heroico en el sitio de Port Arthur durante la guerra ruso-japonesa.

## Biografía
Tretiakov nació en Simbirsk, donde su familia era miembro de la nobleza local. Se graduó del 2.º Gymnasium Militar de Moscú el 10 de agosto de 1872 y entró en el servicio militar. En 1875, tras su graduación en la Escuela de Ingenieros Nikolaev, fue comisionado como teniente segundo. Fue promovido a teniente el 13 de julio de 1877 y retornó a la Academia de Ingenieros Nikolaev de la que se graduó en 1878, y subsiguientemente fue promovido a capitán. Pasó a ser teniente coronel en abril de 1892, y fue asignado al mando de la compañía de zapadores de Vladivostok en abril de 1893. El 21 de mayo de 1895 se convirtió en comandante de la 1.ª Brigada de Desminado de Siberia Oriental.
Promovido a coronel el 25 de diciembre de 1899, Tretiakov estuvo con las fuerzas expedicionarias rusas en la Rebelión de los Bóxers en el norte de China. El 27 de febrero de 1901 fue nombrado comandante del 5.º Regimiento de Rifles de Siberia Oriental.
Durante la guerra ruso-japonesa de 1904-1905, Tretiakov se distinguió por la defensa heroica contra el Ejército Imperial Japonés en la batalla de Nanshan, durante la cual fue herido. Fue promovido a mayor general el 22 de octubre de 1904 y continuó al mando del 5.º Regimiento de Rifles de Siberia Oriental a lo largo del sitio de Port Arthur.
Tras el fin de la guerra, el 17 de octubre de 1910 Tretiakov se convirtió en inspector de ingenieros de campo en el Distrito Militar de Kiev. Fue promovido a teniente general el 6 de diciembre de 1910. Fue hecho comandante de la 10.ª División de Rifles Siberiana el 28 de febrero de 1911 y de la 3.ª División de Infantería Siberiana el 12 de octubre de 1911.
Al inicio de la I Guerra Mundial, a partir del 12 de agosto de 1914, Tretiakov estaba al mando de la 1.ª División de Infantería Siberiana. Fue nombrado comandante del 23.º Cuerpo de Ejército ruso el 5 de septiembre de 1915, pero pidió ser transferido a la reserva solo una semana después. En diciembre de 1915, fue nombrado comandante del XLII Cuerpo de Ejército, y el 20 de marzo de 1916 del XXXVII Cuerpo de Ejército. Fue promovido a      General-Ingeniero (un rango técnico-militar en el Ejército Imperial Ruso), el 6 de diciembre de 1916.
Tretiakov murió de pneumonia el 27 de febrero de 1917.

## Condecoraciones
- Orden de San Estanislao  3.º grado con espadas, 1879
- Orden de Santa Ana 3.º grado, 1880
- Orden de San Estanislao 2.º grado, 1887.
- Orden de Santa Ana 2.º grado, 1891
- Orden de San Vladimir 4.º grado, 1895.
- Espada Dorada por Valentía, 1901
- Orden de San Vladimir, 3.º grado con espadas, 1903
- Orden de San Jorge, 4.ª clase, 1904
- Orden de San Estanislao  1.º grado con espadas, 1905
- Orden de Santa Ana 1.º grado con espadas, 1907
- Orden de San Vladimir, 2.º grado, 1913
- Orden del Águila Blanca, con espadas, 1916
- Orden de Santa Ana 4.º grado, 1916